# Rhamphomyia pendens
Rhamphomyia pendens är en tvåvingeart som beskrevs av Bartak 2002. Rhamphomyia pendens ingår i släktet Rhamphomyia och familjen dansflugor. Inga underarter finns listade i Catalogue of Life.